# Escut antic de Salàs de Pallars

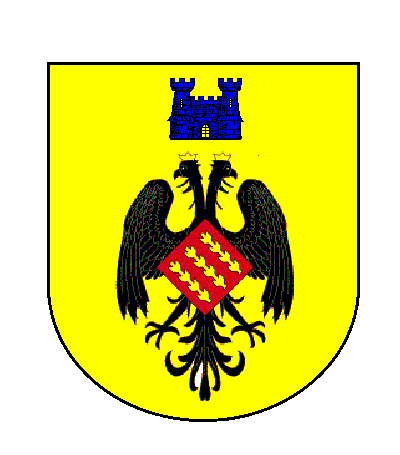
Escut antic de Salàs de Pallars

Antic escut municipal de Salàs de Pallars, al Pallars Jussà. Fou substituït el 3 de desembre del 1987 per l'escut actual, adaptat a la normativa vigent sobre símbols oficials.

## Descripció heràldica
D'or, una àguila de dos caps, esplaiada, de sable, carregada d'un escudet de gules, amb tres palles en banda, d'or. Al cap, un castell d'atzur clarejat d'or.